# Třída Ability
Třída Ability byla třída oceánských minolovek Námořnictva Spojených států amerických. Celkem byly postaveny tři jednotky, které byly ve službě v letech 1958–1977.

## Stavba
Celkem byly loděnicí Peterson Shipbuilders ve Sturgeon Bay postaveny tři jednotky této třídy. Do služby byly přijaty roku 1958.
Jednotky třídy Ability:
| Jméno                   | Spuštěna na vodu | Vstup do služby    | Status                                                                                      |
| ----------------------- | ---------------- | ------------------ | ------------------------------------------------------------------------------------------- |
| USS Ability (MSO-519)   | 1956             | 4. srpna 1958      | Vyřazena 1. července 1970.                                                                  |
| USS Alacrity (MSO-520)  | 1957             | 2. října 1958      | Od roku 1973 pomocná loď pro zkoušky sonarů (trupové číslo AG-520), vyřazena 30. září 1977. |
| USS Assurance (MSO-521) | 1957             | 22. listopadu 1958 | Od roku 1973 pomocná loď (trupové číslo AG-521), vyřazena 30. září 1977.                    |

## Konstrukce

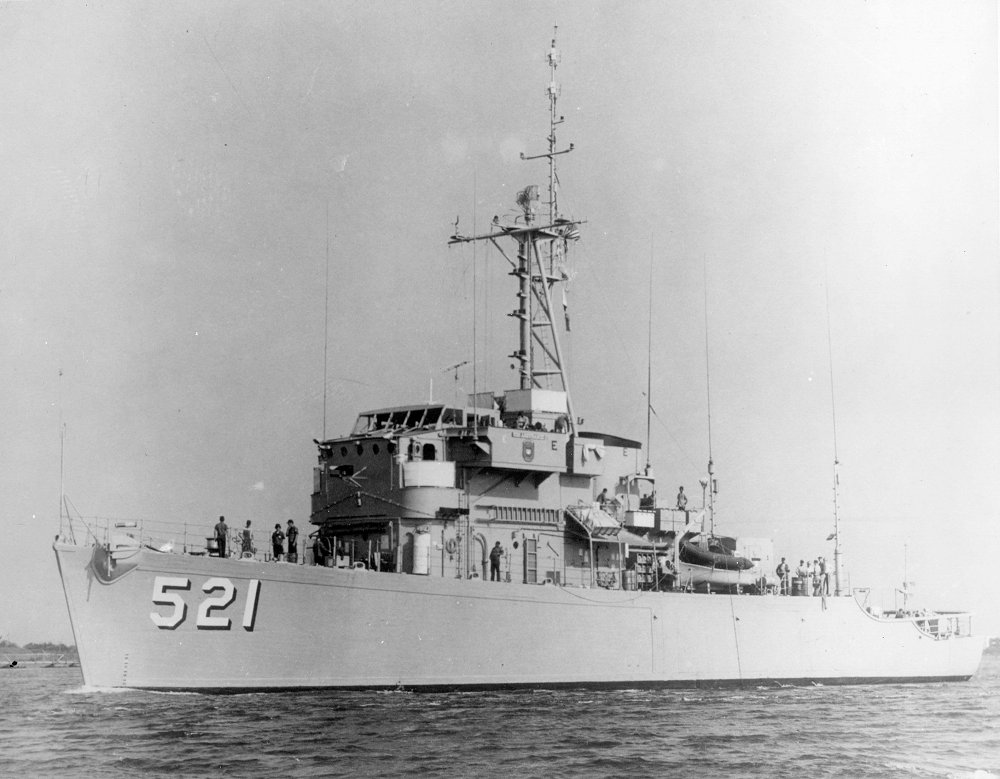
Assurance v roce 1970

Výzbroj tvořil jeden 40mm kanón Bofors a dva 12,7mm kulomety. Pohonný systém tvořily dva diesely General Motors 8V498 o výkonu 1400 hp, pohánějící dva lodní šrouby. Nejvyšší rychlost dosahovala 15 uzlů.